# Ancylocranium
Ancylocranium — рід плазунів з родини амфісбенових (Amphisbaenidae). Представники цього роду мешкають в Сомалі і Танзанії.

## Види
Рід Ancylocranium нараховує 3 види:
- Ancylocranium barkeri Loveridge, 1946
- Ancylocranium ionidesi Loveridge, 1955
- Ancylocranium somalicum (Scortecci, 1931)

## Етимологія
Наукова назва роду Ancylocranium походить від сполучення слова дав.-гр. αγκυλος — викривлений, вигнутий і κρανιον — череп.